# Piero Schiavazzi
Piero Schiavazzi (Cagliari, 14 marzo 1875 – Roma, 25 maggio 1949) è stato un tenore italiano.
Dalla personalità generosa e appassionata, caratterizzato da uno stile irruente e aggressivo, eccellente interprete del melodramma verista, ebbe il suo periodo di maggior successo durante i primi quindici anni del XX secolo.
Tra le opere in repertorio che gli diedero maggior risalto e rinomanza tra il pubblico di tutto il mondo troviamo Iris, La bohème, Manon Lescaut e Tosca.

## Biografia
Nato a Cagliari il 14 marzo 1875, Piero Schiavazzi studiò canto come tenore a Pesaro col compositore e direttore d'orchestra Pietro Mascagni che lasciò in lui l'impronta di vocazione verista che contraddistinse tutta la sua carriera.
Nel 1899 ebbe il suo debutto a Pesaro con l'opera Silvano di Mascagni e subito dopo a San Giovanni Persiceto (BO) con La bohème.
Nel 1900 a Ferrara cantò per la prima volta Iris, opera che diventerà uno dei suoi cavalli di battaglia; il 4 dicembre 1909 al Comunale di Bologna portò la prima di Rosellina dei Vergoni di F. Balilla Pratella.
Da Parma prese poi le mosse la compagnia teatrale che lo ebbe in una lunga tournée per i teatri italiani con esclusivo repertorio verista con lo spettacolo Granguignol Musicale, termine che rappresentava bene le caratteristiche del tenore, dallo stile irruente, aggressivo e scattante, sebbene agli inizi della carriera potesse rivaleggiare con De Lucia, Borgatti, Caruso, per la voce fascinosa, morbida, dagli smalti lucentissimi.
Tra le opere del suo repertorio, con predilezione per il melodramma verista che lo vide tra i protagonisti più acclamati, sono da citare Conchita, Resurrezione, Pagliacci, Tosca, Manon Lescaut, La bohème, Fedora, Zazà, insieme alle opere del Mascagni quali Amica, Amico Fritz, Cavalleria rusticana, Iris e Maschere.
Nel 1924, dopo la recita di Fedora al Teatro Massimo di Palermo, concluse la sua carriera di tenore.
Il 25 maggio 1949 morì a Roma. Le sue spoglie riposano nel cimitero monumentale di Cagliari. Al tenore è dedicata una via della sua città natale.